# Nabot

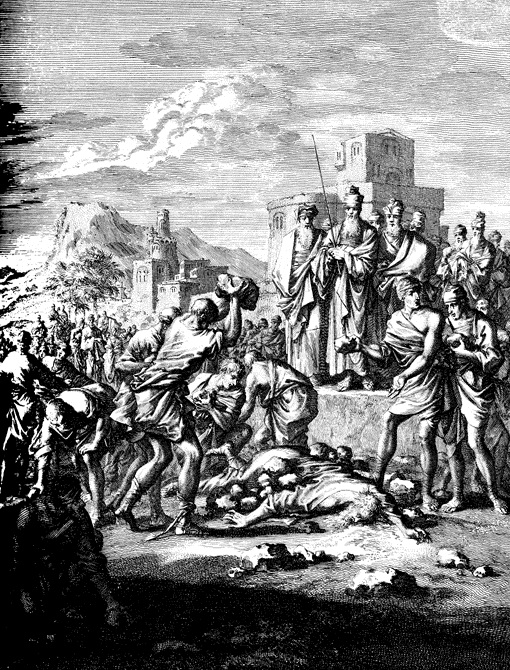
Miedzioryt autorstwa Caspara Luikena z 1712 przedstawiający śmierć Nabota.

Nabot z Jizreel (IX w. p.n.e.) – bliżej nieznana postać biblijna, ofiara intrygi dworskiej za panowania Achaba.

## Spisek i śmierć
Achab chciał kupić od Nabota winnicę, która leżała obok pałacu królewskiego. Nabot nie przystał na tę propozycję, co mogło wynikać z jego przywiązania do dziedzictwa przodków i żydowskich przepisów dotyczących sprzedaży ziemi. Izebel, podszywając się pod swego męża, Achaba, rozesłała listy do starszyzny i dostojników miasta, w których nakazywała podstawić dwóch fałszywych świadków. Z rzekomego rozkazu królewskiego oskarżyli oni Nabota o obrazę Boga i króla. Uznano go winnym i ukamienowano. Następnie Achab zagrabił jego winnicę.
Posłany przez Boga prorok Eliasz potępił tę zbrodnię i zapowiedział nieuchronną zagładę całego rodu Achaba, w tym gwałtowną śmierć Izebel.

## Biblizmy
Wyrażenie winnica Nabota oznacza przedmiot sąsiedzkiej zawiści i zachłanności.

## Sztuka
Na kanwie tej biblijnej historii powstało jedno z dzieł Ambrożego, będące nawiązaniem do współczesnych mu problemów społecznych.